# Mangualde (freguesia)
Mangualde is een plaats (freguesia) in de Portugese gemeente Mangualde en telt 8904 inwoners (2001).